# UFC 49
UFC 49: Unfinished Business è stato un evento di arti marziali miste tenuto dalla Ultimate Fighting Championship il 21 agosto 2004 all'MGM Grand Garden Arena di Las Vegas, Stati Uniti.

## Retroscena
Il main match per il titolo dei pesi mediomassimi tra Vítor Belfort e Randy Couture era stato largamente anticipato in quanto la precedente vittoria di Belfort ad UFC 46 era stata messa in discussione per una decisione dell'arbitro troppo affrettata a detta di Couture.
L'incontro tra Yves Edwards e Josh Thomson fu l'ultimo incontro in UFC per la categoria dei pesi leggeri, prima che venisse ricostituita con l'evento UFC 58.

## Risultati

### Card preliminare
- Incontro categoria Pesi Leggeri:  Yves Edwards contro  Josh Thomson

Edwards sconfisse Thomson per KO (calcio alla testa) a 4:31 del primo round.
- Incontro categoria Pesi Welter:  Karo Parisyan contro  Nick Diaz

Parisyan sconfisse Diaz per decisione divisa (28–29, 29–28, 30–27).
- Incontro categoria Pesi Welter:  Chris Lytle contro  Ronald Jhun

Lytle sconfisse Jhun per sottomissione (strangolamento a ghigliottina) a 1:17 del secondo round.

### Card principale
- Incontro categoria Pesi Massimi:  Justin Eilers contro  Mike Kyle

Eilers sconfisse Kyle per KO (pugni) a 1:14 del primo round.
- Incontro categoria Pesi Medi:  David Terrell contro  Matt Lindland

Terrell sconfisse Lindland per KO (pugni) a 0:24 del primo round.
- Incontro categoria Pesi Mediomassimi:  Chuck Liddell contro  Vernon White

Liddell sconfisse White per KO (pugno) a 4:05 del primo round.
- Incontro categoria Pesi Medi:  Joe Riggs contro  Joe Doerksen

Riggs sconfisse Doerksen per sottomissione (colpi) a 3:39 del secondo round.
- Incontro per il titolo dei Pesi Mediomassimi:  Vítor Belfort (c) contro  Randy Couture

Couture sconfisse Belfort per KO Tecnico (stop medico) a 5:00 del terzo round e divenne il nuovo campione dei pesi mediomassimi.